# Amici Musical
Amici Musical è un album discografico pubblicato il 31 gennaio 2003, contenente canzoni interpretate dai concorrenti della seconda edizione della trasmissione televisiva Amici di Maria De Filippi.

## Tracce
1. Tu sei fatto per me / Noi stiamo bene insieme – 3:58 – da Grease
2. People – 2:27 – da Funny Girl
3. Consolazione / Peccato che sia peccato / Aggiungi un posto a tavola – 4:55 – da Aggiungi un posto a tavola
4. Don't Cry for Me Argentina – 4:36 – da Evita
5. I Don't Know How to Love Him – 2:54 – da Jesus Christ Superstar
6. Over the Rainbow – 2:57 – da Il mago di Oz
7. Money money / Cabaret – 4:26 – da Cabaret
8. Memory – 4:22 – da Cats
9. Maria / Tonight / America – 6:00 – da West Side Story
10. Avrei danzato ancora (I Could Have Danced All Night) – 2:08 – da My Fair Lady
11. One (Finale) – 3:20 – da A Chorus Line
12. Sere d'estate (Summer Nights) / Greased Lightnin' – 3:51 – Grease Medley